# Uta Ranke-Heinemann
Uta Ranke-Heinemann (ur. 2 października 1927 w Essen, zm. 25 marca 2021 tamże) – niemiecka pisarka, profesor dr teologii, autorka publikacji i książek. 

## Życie
Córka Gustava Heinemanna, prezydenta Republiki Federalnej Niemiec. W latach 1947–1953 studiowała teologię ewangelicką na uniwersytetach oksfordzkim, bońskim, bazylejskim i w Montpellier. Była uczennicą Rudolfa Bultmanna. Od 1953 roku, po przejściu na katolicyzm, studiowała teologię katolicką na Uniwersytecie Ludwika i Maksymiliana w Monachium. W 1969, jako pierwsza kobieta na świecie, habilitowała się z teologii katolickiej. Wykładała później na różnych uczelniach. Jako pierwsza kobieta otrzymała w 1970 profesurę i katedrę teologii katolickiej na uniwersytetach w Duisburgu i Essen, gdzie wykładała Nowy Testament i starożytną historię Kościoła.
Za krytykę Kościoła katolickiego oraz zawężanie dziewictwa Marii wyłącznie do pojęcia czysto teologicznego i zaprzeczanie dogmatowi, że matka Jezusa pozostała także biologicznie dziewicą, została pozbawiona katedry. Było to typowe dla nurtu bultmanowskiego oddzielenie świata pojęć wiary od rzeczywistości historycznej. W 1987 objęła niezależną od Kościoła Katedrę Historii Religii.
W latach 80. i 90. podejmowała wiele krytycznych wobec Kościoła katolickiego dyskusji oraz ostro krytykowała jego stanowisko wobec małżeństw księży. Swoją krytyką pism Alberta Wielkiego doprowadziła do ostrego konfliktu z zakonem dominikanów.
W 1999 jako bezpartyjna kandydowała z ramienia PDS na stanowisko prezydenta Niemiec.
Autorka licznych publikacji i książek z których Nie i Amen oraz Eunuchy do raju. Kościół katolicki a seksualizm stały się bestselerami i były drukowane w wielu językach.

## Poglądy
W swoich publikacjach wykazuje brak historycznej podstawy większości wydarzeń opisanych w Nowym Testamencie. Odrzuca, między innymi, ewangeliczne świadectwa o narodzeniu Jezusa Chrystusa, dokonywanych przez niego cudach, opis jego męki (w odróżnieniu od samego faktu ukrzyżowania, którego nie neguje), opowieści o pustym grobie.
Przedstawia pewne katolickie koncepcje, na przykład dziewictwo Marii z Nazaretu i obecność Piotra Apostoła w Rzymie, jako nieuzasadnione i szkodliwe. Przedkłada wartość nauki Jezusa nad jego czyny. Uważa, że oczyszczenie z nadnaturalnych historii nie przyniesie wierze uszczerbku, raczej ją uszlachetni. Zdecydowanie przeciwstawia się czynieniu ze śmierci i zmartwychwstania Jezusa fundamentu wiary. Twierdzi, że ta śmierć sama w sobie nie miała żadnej wartości, a chrześcijaństwo wykorzystało ją przede wszystkim do usprawiedliwiania rozmaicie pojętej przemocy.

## Publikacje książkowe
- 1958: Weisheit der Wüstenväter
- 1964: Von christlicher Existenz
- 1964: Das frühe Mönchtum
- 1965: Antwort auf aktuelle Glaubensfragen
- 1965: Der Protestantismus
- 1967: Gedanken zu Sonntagsepisteln
- 1968: Christentum für Gläubige und Ungläubige
- 1968: Die sogenannte Mischehe
- 1988: Eunuchen für das Himmelreich. Katholische Kirche und Sexualität
- 1989: Widerworte
- 1992: Nein und Amen. Anleitung zum Glaubenszweifel
- 2002: Nein und Amen. Mein Abschied vom traditionellen Christentum

Przekłady na język polski
- Nie i amen 1994, ISBN 83-85732-15-2
- Eunuchy do raju. Kościół katolicki a seksualizm, 1995, ISBN 83-85732-17-9
- Seks. Odwieczny problem Kościoła, 2015, ISBN 978-83-7773-426-1 (Tytuł oryginalny: Eunuchen für das Himmelreich. Katholische Kirche und Sexualität von Jesus bis Benedikt XVI)